# Dagoberto Lara
Pour les articles homonymes, voir Lara.
Dagoberto Lara Soriano (né le 16 avril 1953 à Cienfuegos) est un footballeur international cubain, qui évoluait au poste d'attaquant.

## Biographie

### Carrière en club
Surnommé El Tibi Lara, il commence sa carrière sous le maillot du FC Azucareros dans les années 1970 et remporte deux fois le championnat de Cuba en 1974 et 1976. En 1982, il finit meilleur buteur du championnat avec 8 buts marqués, cette fois-ci sous les couleurs du FC Cienfuegos où son association avec son coéquipier Andrés Roldán fait merveille. En effet, à eux deux ils marquent 29 des 33 buts permettant au FC Cienfuegos d'obtenir son premier sacre en 1985. Il raccroche les crampons en 1990 mais reste dans le milieu du football en tant qu'entraîneur.

### Carrière en équipe nationale
Lara débute en équipe nationale de Cuba à l'occasion de la Coupe des nations de la CONCACAF de 1971 et marque dès son premier match, contre Trinité-et-Tobago, le 30 novembre 1971. International de 1971 à 1987, il fait partie d'une talentueuse génération de joueurs disputant le tournoi de football des Jeux olympiques deux fois d'affilée en 1976 et 1980 (où les Cubains se hissent en quarts-de-finale). Il participe également aux tournois de qualification des Coupes du monde de 1978 et 1982 (9 matchs disputés en tout pour 1 but marqué).
Au niveau régional, il se distingue à la fois lors des Jeux d'Amérique centrale et des Caraïbes – en remportant trois médailles d'or en 1970, 1974 et 1986 – et aussi durant les Jeux panaméricains de 1979 avec une médaille d'argent.

#### Buts en sélection
Source consultée: www.soccer-db.info.
| Buts en sélection de Dagoberto Lara | Buts en sélection de Dagoberto Lara | Buts en sélection de Dagoberto Lara    | Buts en sélection de Dagoberto Lara | Buts en sélection de Dagoberto Lara | Buts en sélection de Dagoberto Lara | Buts en sélection de Dagoberto Lara |
|                                     | Date                                | Lieu                                   | Adversaire                          | Score                               | Résultat                            | Compétition                         |
| ----------------------------------- | ----------------------------------- | -------------------------------------- | ----------------------------------- | ----------------------------------- | ----------------------------------- | ----------------------------------- |
| 1.                                  | 30 novembre 1971                    | Port of Spain (Trinité-et-Tobago)      | Trinité-et-Tobago                   | 2-2                                 | 2-2                                 | CONCACAF Championship 1971          |
| 2.                                  | 15 août 1976                        | Independence Park, Kingston (Jamaïque) | Jamaïque                            | 0-2                                 | 1-3                                 | Élim. CM 1978                       |
| 3.                                  | 31 mars 1987                        | Machala (Équateur)                     | Équateur                            | 0-1                                 | 0-1                                 | Match amical                        |

### Carrière d'entraîneur
Lara s'exerce comme entraîneur-adjoint des sélections de jeunes de Cuba (U-17, U-20 et olympique) avant sa désertion en 2008 aux États-Unis alors qu'il était l'assistant de Raúl González Triana durant le tournoi pré-olympique de football s'y déroulant. Il habite actuellement à Miami et s'est notamment occupé de l'académie de football du Real Madrid.

## Palmarès

### En club
- Champion de Cuba en 1974 et 1976 avec le FC Azucareros.
- Champion de Cuba avec le FC Cienfuegos en 1985.

### En équipe de Cuba
- Vainqueur des Jeux d'Amérique centrale et des Caraïbes en 1970, 1974 et 1986.
- Finaliste des Jeux panaméricains en 1979.

### Distinctions individuelles
- Meilleur buteur du championnat de Cuba en 1982 (ex æquo avec Roberto Pereira) avec le FC Cienfuegos (8 buts).